# Cartutx de tinta

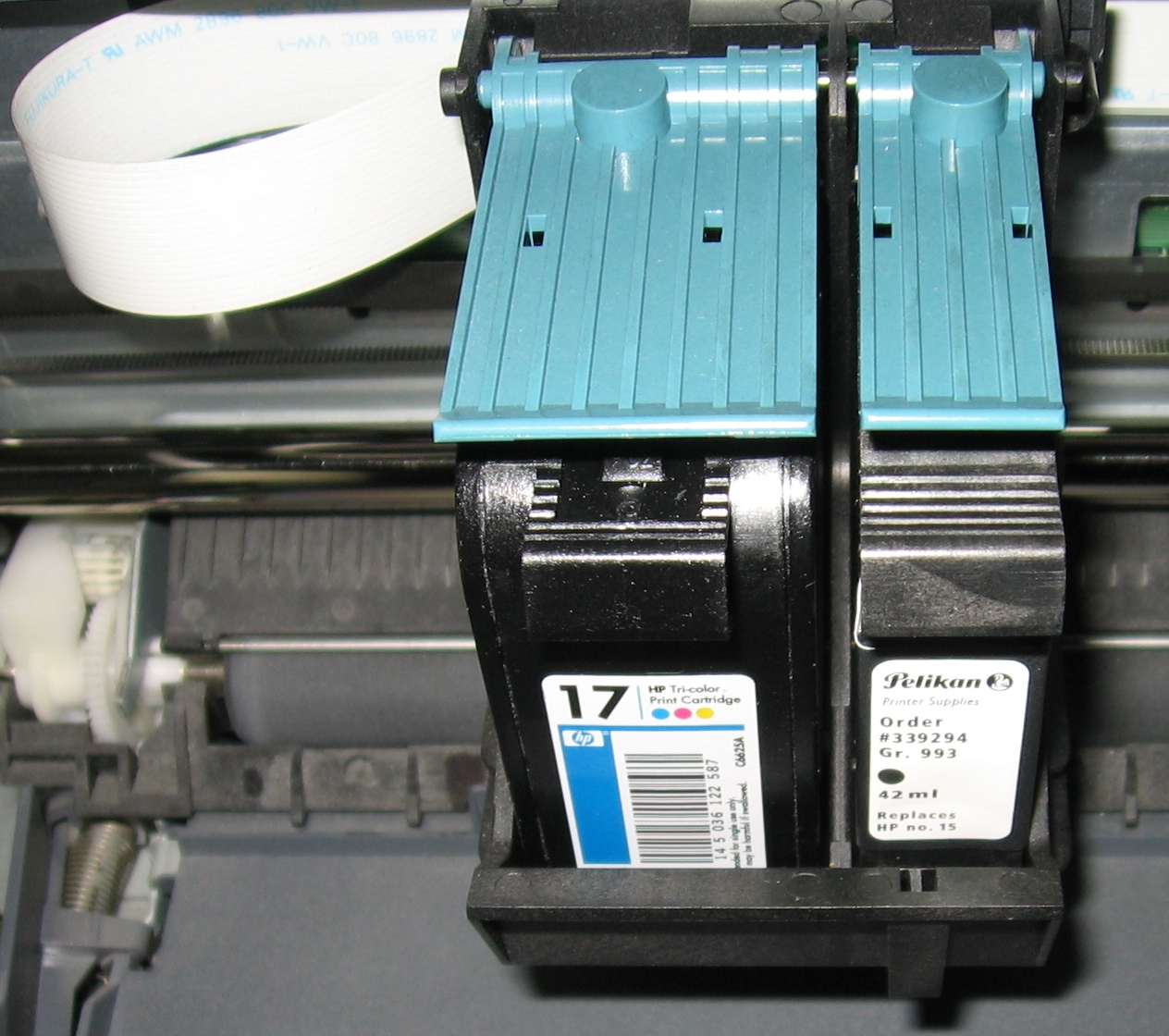
Dos cartutxos (un negre amb tinta negra i un amb tintes de colors) instal·lats en una impressora d'injecció

Un cartutx de tinta  és un component substituïble d'una impressora d'injecció de tinta que conté tinta.
El nom deriva del fet que correspon a un contenidor dur que s'insereix en l'interior de la màquina i que conté tinta ja sigui basant-se en l'aigua o solvent especial.
Cada cartutx de tinta conté una o més particions dipòsits de tinta, alguns fabricants afegeixen contactes electrònics i un xip que es comunica amb la impressora.
La substitució de consumibles és un ús important dels cartutxos. Aquests es fan servir en impressoras per contenir la tinta o el tòner.
Hi ha diverses marques d'impressores amb diferents models de cartutxos: Hewlett-Packard, Epson, Lexmark, Canon Inc, Brother Industries, Okidata, entre d'altres.

## Tipus

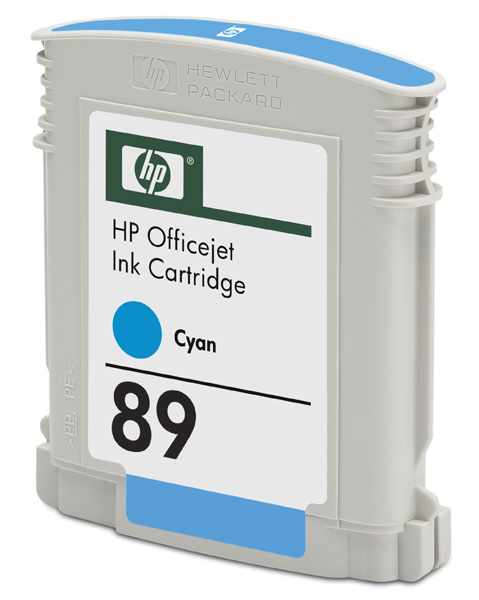
Cartutx d'impressió.

No tots els cartutxos tenen la mateixa forma i així tampoc són compatibles amb totes les impressores. Cada impressora utilitza una sèrie de cartutxos que li són propis i que poden identificar pel seu codi de fabricació.
Hi ha dos mètodes d'impressió que prevalen en el mercat. El sistema d'impressió tèrmic i el piezoelèctric. L'objectiu de tots dos, per diferents camins, és el mateix: portar la tinta al full perquè puguem visualitzar la imatge.
Originalment els cartutxos només contenien tinta negra però van ser ampliats amb el temps per també comptar amb tinta de colors. En l'actualitat es poden trobar impressores casolanes de fins a 6 cartutxos independents:
Els més comuns:
- Negre
- Magenta
- Yellow
- Cyan

I també en el cas de les fotogràfiques:
- Light Magenta
- Light Cyan

## Capçals
Alguns cartutxos (HP, Lexmark, Olivetti, Samsung, Canon modernes), inclouen també el capçal que correspon al dispositiu que mitjançant petites diferències de voltatge escalfa la tinta prou per generar les microgotes que acoloreixen el paper d'acord amb la impressió sol·licitada.
Aquest tipus tenen l'avantatge que quan se sequen o avarien els injectors, al canviar el cartutx implicat la impressora torna a quedar operativa. En canvi les impressores que porten els injectors "no desmontables per l'usuari" (Epson, Brother, Canon antigues), cal enviar-les a un "Servei Tècnic"

## Xips de protecció
En els darrers temps i a causa de l'aparició de gran quantitat de marques alternatives de cartutxos de tinta, les empreses fabricants d'impressores han decidit introduir en els seus cartutxos, uns xips de detecció que compten la quantitat de fulls impresos i identifiquen de manera única el cartutx. Amb això han aconseguit: Evitar l'emplenat dels cartutxos i també detectar i rebutjar els cartutxos no originals.
Per evitar aquest tipus de dispositius s'han creat els cartutxos amb "autoreset" i els sistemes d'impressió continus.

## Preus
Els cartutxos de tinta solen ser cars. Per estalviar diners molta gent fa servir cartutxos compatibles d'un altre venedor que no sigui el que manufactura la impressora. L'alt cost dels cartutxos de tinta també ha provocat l'existència de cartutxos de tinta "pirates" que es fan passar com a originals. Hi ha moltes maneres en què els usuaris intenten abaratir els costos de la tinta, com ara reemplenant els cartutxos, etc.
Alguns fabricants fan que els seus cartutxos interaccionin amb la impressora, fent que no imprimeixin quan els nivells de tinta són baixos o el cartutx ha estat modificat. Alguna vegada s'ha obligat a imprimir a una impressora que avisava que tenia poca tinta i s'ha vist que encara podia imprimir més pàgines. Al Regne Unit, el 2003, es van investigar els preus, a causa de l'acusació d'una revista de falta de transparència a l'hora de posar preus. Aquesta mateixa revista també va dir que els cartutxos en color d'HP costaven més per mil·lilitre que un Dom Perignon del 1985.
Molts consumidors se sorprenen dels preus del cartutxos, especialment quan els comparen amb el preu de la impressora. Moltes vegades surt més barat comprar una impressora nova i fer servir la tinta que ve amb ella cada cop que s'acaba la tinta que no comprar els cartutxos. Els fabricants més importants solen vendre impressores barates (encara que surtin perdent) i aconseguir els beneficis amb la venda de cartutxos. Com que els seus ingressos depenen dels cartutxos, estan prenent accions per posar fi a les modificacions, etc dels cartutxos.

## Remanufacturats
Hi ha diversos mètodes per reutilitzar cada cartutx. Aquesta pràctica impedeix generar escombraries. Actualment hi ha empreses de cartutxos de tinta compatible, anomenats Depot, que reben i reutilitzen cada cartutx. Es considera una bona pràctica ecològica.